# 무학 (기업)
주식회사 무학(舞鶴, MUHAK)은 대한민국의 소주 제조 회사다.
1998년 코스닥 상장 뒤, 매년 100억원 이상의 흑자를 이어왔으며 현금배당도 실시, 시장에서 알짜기업으로 평가받아 왔고 2010년 6월에 코스피시장으로 옮겼다.
이 회사는 부산 및 경남권 굴지의 주류 회사이므로, 주로 영남권 지역에서 영업을 해오다 2015년 과일소주 열풍과 함께 "좋은데이" 컬러시리즈가 돌풍을 일으키면서 수도권 진출에 성공하였다. 이 때문에 2015년에는 회사 창립 이래 최초로 가장 많은 157명을 채용하기도 했다.

## 제품과 브랜드
무학은 1993년에 프랑스식 샴페인 페스티발 출시하였으며, 1995년에 23도의 소주인 "화이트"를 선보였으며, 2006년에는 16.9도의 "좋은데이"를 출시하였다. 2009년 3월 25일에는 19.5도의 "좋다카이"를 출시하였다. 2015년 5월 12일에는 과일소주인 "좋은데이" 컬러시리즈 (블루베리, 석류, 유자)를 출시했으며 롯데주류의 "처음처럼 순하리"가 폭발적인 인기를 끌면서 품귀현상을 빚자 대용품으로 "좋은데이" 컬러시리즈를 찾는 소비자가 급증했고, 이 효과로 인해 출시 1주일만에 200만병이 팔리기도 했다.
| - 화이트 소주 - 화이트PET(패트병 소주) - 좋은데이(소주) - 딱! 좋은데이 (소주) - 청춘 (소주) - 좋다카이(소주) - 매실마을(매실주) - 가을국화(국화주) - 해오름(복분자술) | - 빅소주(패트병 소주) - 무학포도주 - 스파클링 와인(청포도) - 페스티발(와인) - 오스카(와인) - 티나(무알콜 샴페인) |